# Янки-стэдиум
Янки-стэдиум (англ. Yankee Stadium) — бейсбольный стадион, расположенный в Южном Бронксе (Нью-Йорк). Является домашней ареной клуба Главной лиги бейсбола «Нью-Йорк Янкис». Был открыт перед началом сезона МЛБ 2009 года и заменил предыдущий стадион команды, открытый ещё в 1923 году. Новый бейсбольный стадион был построен через дорогу, северо-восточнее старого стадиона «Янки», на месте парка Мэкомбс Дам. Стадион был открыт 2 апреля 2009 года, а первая игра «Янкис» прошла 2 апреля, когда команда победила «Чикаго Кабс» со счётом 7:4. Первой игрой регулярного чемпионата, прошедшей на «Янки-стэдиуме» 16 апреля, стал матч против «Кливленд Индианс», в котором победу одержали гости со счётом 10:2.
При проектировании стадиона были использованы многие элементы старого стадиона «Янки». Несмотря на то, что строительство сооружения началось в августе 2006 года, сам проект был предложен задолго до этого и пережил множество скандалов. Стадион был построен на 97 000 м2 общественной земли. Стоимость строительства составила 1,5 млрд долларов, таким образом он стал самым дорогим бейсбольным стадионом в истории и вторым по стоимости стадионом в мире (после «Метлайф-стэдиума» в Ист-Ратерфорде)
С 2015 года стадион используется как временное домашнее поле футбольного клуба MLS «Нью-Йорк Сити». Бейсбольное игровое поле конвертируется в футбольное для каждого матча клуба. В связи с конфигурацией стандартная вместимость стадиона для футбольных матчей снижена до 33 444 мест, но при необходимости может быть увеличена до текущей в 49 642 мест.
Характерная особенность и старого, и нового стадиона «Янкис» — из-за проходящей рядом железной дороги граница правого поля расположена ближе (314 футов), чем на других аренах, поэтому бэттеры-левши чаще выбивают здесь хоум-раны.